# Tiburones (canción)
«Tiburones» es una canción del cantante puertorriqueño Ricky Martin. Se estrenó por Sony Music Latin el 23 de enero de 2020, como el segundo sencillo del EP Pausa (2020).

## Recepción crítica
Suzette Fernández de Billboard le dio a la canción una crítica positiva, diciendo que «Tiburones es una canción poderosa que promueve la paz, el amor, la unidad y la aceptación».

## Vídeo musical
El video musical se estrenó junto con la canción el 23 de enero de 2020. Fue filmado en Puerto Rico y dirigido por Kacho López, quien también dirigió los videos de los sus sencillos de Ricky Martin «Jaleo» y «Tal vez». El vídeo muestra a Martin caminando frente a un vehículo blindado mientras la policía con equipo antidisturbios se enfrenta a lo que parece ser una protesta ciudadana. También presenta diversidad en las orientaciones sexuales.

## Presentaciones en vivo
Ricky Martin interpretó la canción en los Premios Lo Nuestro el 20 de febrero de 2020.

## Posicionamiento en listas
| Listas (2020)                             | Mejor posición |
| ----------------------------------------- | -------------- |
| Argentina (Argentina Hot 100)             | 57             |
| Argentina (Monitor Latino)                | 8              |
| Chile (Monitor Latino)                    | 8              |
| Colombia (National-Report)                | 75             |
| Costa Rica (Monitor Latino)               | 5              |
| Ecuador (National-Report)                 | 6              |
| El Salvador (Monitor Latino)              | 8              |
| Estados Unidos (Hot Latin Songs)          | 34             |
| Estados Unidos (Latin Airplay)            | 12             |
| Estados Unidos (Latin Pop Songs)          | 9              |
| Estados Unidos (Latin Digital Song Sales) | 3              |
| Honduras Pop (Monitor Latino)             | 13             |
| México Airplay (Billboard)                | 11             |
| Paraguay (Monitor Latino)                 | 5              |
| Panamá (Monitor Latino)                   | 3              |
| Perú Pop (Monitor Latino)                 | 7              |
| Puerto Rico (Monitor Latino)              | 1              |
| República Dominicana Pop (Monitor Latino) | 3              |
| Uruguay (Monitor Latino)                  | 4              |
| Venezuela Pop (Monitor Latino)            | 7              |

## Certificaciones
| País (organismo certificador) | Certificación | Unidades certificadas |
| ----------------------------- | ------------- | --------------------- |
| México (AMPROFON)             | Platino       | 60 000                |